# تشاوتشينا
بلدية جيجانة (بالإسبانية: Chauchina) هي بلدية تقع في مقاطعة غرناطة التابعة لمنطقة أندلوسيا جنوب إسبانيا.

## الديموغرافيا
بلغ عدد سكان بلدية جيجانة 4.768 نسمة عام 2011 (وفقاً للمعهد الوطني الإسباني للإحصاء).
| 3.969 | 4.138 | 4.206 | 4.365 | 4.537 | 4.778 | 4.768 |